# Hymenodora glacialis
Hymenodora glacialis is een garnalensoort uit de familie van de Acanthephyridae. De wetenschappelijke naam van de soort is voor het eerst geldig gepubliceerd in 1874 door Buchholz.